# Мышка.ру
«Мышка.ру» — короткометражный мультфильм, снятый режиссёром Анной Колозян на студии «Мастер-фильм» в 2003 году.
Фильм участвовал в конкурсной программе Открытого российского фестиваля анимационного кино в Суздале в 2004 году. Также мультфильм был отобран в 18 Фестивале русского кино в Онфлёре (Франция) в 2010 году.

## Сюжет
Обычная мышь взяла сыр и отправилась в норку, но кот её заметил и пустился в погоню. Мышь залезла на стол и там она встретилась с компьютерной мышью, вместе с которой она одурачила кота.

## Съёмочная группа
- Над фильмом работали Наира Агаронян, Марина Должанская, Анна Панова, Вячеслав Бим, Олег Косухин, Сергей Маркарян, Лариса Лобачева, Екатерина Драгунова, Дмитрий Васильев, Елена Храпкова, Сергей Ромашкин
- Технический оператор: Маргарита Евтеева
- Атмосфера и монтаж: Евгений Головин
- Композитор и звукорежиссёр: Сергей Ильинов
- Аниматор: Дмитрий Куликов
- Автор, режиссёр и художник-постановщик: Анна Колозян
- Продюсеры: Вячеслав Маясов, Александр Герасимов

## Критика
По словам кинокритика Ларисы Малюковой, фильм наиболее ярко иллюстрирует «качество нынешних картин детской тематики», отметив простоту сценария и то, что фантазии, режиссёрских находок и гэгов «до слёз мало».